# Podlas (Podniebyle)
Podlas – część wsi Podniebyle w Polsce, położona w województwie podkarpackim, w powiecie krośnieńskim, w gminie Jedlicze.
W latach 1975–1998  Podlas administracyjnie należał do województwa krośnieńskiego.